# Khánh Vĩnh (thị trấn)
Khánh Vĩnh là thị trấn huyện lỵ của huyện Khánh Vĩnh, tỉnh Khánh Hòa, Việt Nam.
Thị trấn Khánh Vĩnh có diện tích 9,54 km², dân số năm 1999 là 3432 người, mật độ dân số đạt 360 người/km².